# Središče za male planete
Središče za male planete (tudi MPC ali angleško Minor Planet Center) deluje v okviru Smithsonovega astrofizikalnega observatorija (SAO ali Smithsonian Astrophysical Observatory), ki je del Harvard-Smithsonovega astrofizikalnega središča (CfA ali Harvard–Smithsonian Center for Astrophysics), skupaj z Observatorijem Kolidža Harvard (HCO ali Harvard College Observatory).
Središče za male planete deluje pod nadzorom III. Oddelka (Planetni sistem) pri Mednarodni astronomski zvezi. 
Naloge Središča so:
- zbiranje podatkov opazovanj asteroidov in kometov,
- označevanje in poimenovanje malih teles v Osončju
- izračunavanje tirnic teh nebesnih teles
- objavljanje podatkov v obliki okrožnic 
  - mesečne okrožnice (Minor Planet Circulars) [1]
  - dodatne okrožnice s podatki o tirnicah (Minor Planet Circulars Orbit Supplement ali MPO), tri do dvanajstkrat letno
  - dodatne okrožnice (Minor Planet Supplement ali MPS) tri ali štirikrat mesečno
  - v elektronski obliki (Minor Planet Electronic Circulars), po potrebi oziroma vsaj enkrat dnevno

Vzdržuje in omogoča internetni dostop do večjega števila podatkov za opazovalce asteroidov in kometov. Na njihovi internetni strani je možno dobiti tudi popoln katalog malih planetov (MPCORB ali Mimor Planet Catalog) s podatki o tirnicah in podatke o blizuzemeljskih asteroidih. 
Središče za male planete so osnovali leta 1947 na Univerzi v Cincinattiju. Prvi predstojnik je bil Paul Herget, po njegovi upokojitvi leta 1978 so Središče za male planete prenesli na SAO pod predstojništvom Briana Marsdena.